# Pellenes diagonalis
Pellenes diagonalis es una especie de araña saltarina del género Pellenes, familia Salticidae. Fue descrita científicamente por Simon en 1868.
Habita en Turquía, Bulgaria, Grecia y Macedonia del Norte.